# Manuel Muñoz y Otero
Manuel Muñoz y Otero fue un pintor español del siglo XIX.

## Biografía
Pintor natural de Jerez de la Frontera, en la provincia de Cádiz, fue discípulo de la Escuela especial de Pintura, Escultura y Grabado, y de José Cala. En la Exposición de Madrid de 1876 presentó Un Fondac, Vendedor árabe y Aldeana. En la Exposición de París de 1877 presentó Una fragua en Marruecos.